# アーベルソン石
アーベルソン石(Abelsonite)は、化学式C31H32N4Niのニッケルポルフィリン鉱物である。1969年にアメリカ合衆国のユタ州で発見され、1975年に記載された。アメリカ合衆国の地球化学者フィリップ・アベルソンに因んで名付けられた。既知の唯一の結晶性地質ポルフィリンである。

## 概要
アーベルソン石は半透明で、色は桃色から紫色、暗い灰紫色、淡い紫赤色、赤茶色等である。厚させいぜい1cmの板状か集合体状である。ベンゼンやアセトンに可溶で、水、希塩酸、希硝酸に不溶である。

## 産出と形成
この鉱物は、グリーンリバー累層でのみ産出が知られている。ユタ州のユインタ盆地でその発見以来、またコロラド州のピケインス盆地で1985年以来産出している。アーベルソン石は、曹長石、方沸石、ドロマイト、雲母、正長石、黄鉄鉱、石英等とともに産出する。
アーベルソン石は、オイルシェールの破砕や屈曲の際に形成される二次鉱物である。この鉱物は、水溶液として岩石の形成帯に運ばれたクロロフィルa等のクロロフィルから続成作用によって形成されたと考えられている。
アーベルソン石は、2003年に初めて全合成された。

## 構造

アーベルソン石の構造

1989年時点で、アーベルソン石は結晶構造を持つ唯一の地質ポルフィリンであった。大部分の地質ポルフィリンは、幅広い炭素数の一連のホモログとして生成する。アーベルソン石を構成するポルフィリンは一般的なものであるが、他のポルフィリンからの単離物では通常見られない。
この鉱物は、デオキソフィロエリトロエチオポルフィリン(DPEP)であり、ポルフィリン環の中心をニッケルが占めている。鉱物の大部分はC31ポルフィリンで、少量のC30ノル異性体を含む。三斜晶に結晶化する。

## 歴史
この鉱物は、1969年にユタ州ユインタ郡のWestern Oil Shale Corporationで作られたコアサンプル中に存在することが初めて認識された。1975年にはGeological Society of America Abstracts with Programs誌に発表された。この鉱物は、サイエンス誌で有機地球化学の編集に長く携わったフィリップ・アベルソンに因んで命名された。
基準標本は、ロンドンのロンドン自然史博物館とワシントンD.C.の国立自然史博物館に保管されている。

## 関連文献
- Mason, G. M.; Trudell, L. G.; Branthaver, J. F. (1989). “Review of the stratigraphic distribution and diagenetic history of abelsonite”. Organic Geochemistry 14 (6):  585–594. doi:10.1016/0146-6380(89)90038-7. (要購読契約)
- Milton, C.; Dwornik, E. J.; Estep-Barnes, P. A.; Finkelman, R. B.; Pabst, A.; Palmer, S. (September–October 1978). “Abelsonite, nickel porphyrin: A new mineral from the Green River Formation, Utah”. American Mineralogist 63 (9–10):  930–937.
- Storm, C. B.; Krane, J.; Skjetne, T.; Telnaes, N.; Branthaver, J. F.; Baker, E. W. (1984). “The structure of abelsonite”. Science 223 (4640):  1075–1076. doi:10.2307/1693019. (要購読契約)
- Zhang, B.; Lash, T. D. (September 2003). “Total synthesis of the porphyrin mineral abelsonite and related petroporphyrins with five-membered exocyclic rings”. Tetrahedron Letters 44 (39):  7253–7256. doi:10.1016/j.tetlet.2003.08.007. (要購読契約)